# 柴田くんのBダッシュゲーム道
『柴田くんのBダッシュゲーム道』(しばたくんのビーダッシュゲームどう)は、テレビ東京(関東ローカル)で2016年6月3日から9月30日まで放送されていたバラエティ番組、ゲーム番組。

## 概要
素人ゲーマー柴田英嗣がゲームの達人や、ゲームマニアなどの指南を受けゲームの真髄を学んでいく番組。

## 出演者
- 柴田英嗣(1P)
- 前島亜美(2P)
- 浅川梨奈(3P)
- 根岸愛(4P)

## コーナー・項目
- プレイガール:女子がゲームしている映像
- ラスボス企画:ある人に頼み手っ取り早くラスボスを倒してもらいエンディングを見る
- ミッションB:新人ゲーマー柴田くんがゲストから課せられたミッションに挑戦するコーナー。失敗した時は前島亜美にビンタをされる
- 今夜のアプリ:アプリゲームランキングサイト「Social Game Info」からゲームを紹する
- クソゲー通信:世の中に星の数程あるアプリゲームからスタッフ厳選、開発者公認のクソゲーを紹介する。3回目以降かため、やわらかめ、無臭、激臭を組み合わせ判定
- ?:毎週変わる
- 凄腕ゲーマー:凄腕ゲーマーとゲームで対決。負けた場合は前島亜美にビンタをされる
- Dr.マエシマ＋:Dr.マエシマに扮した前島が人体の不思議をゲーム感覚で学んでいく
- THE潜入:前島亜美が様々な現場に潜入する潜入捜査官前島のコーナー

## 放送リスト
| 2016年 | 2016年      | 2016年                                                                                           | 2016年                                                                       | 2016年                                                  | 2016年                                                          | 2016年                                               | 2016年                                                                                                 | 2016年 |
| 回     | 放送日      | 挑戦ゲーム・紹介者、対戦者等・挑戦内容、結果                                                     | 撮影地・ゲスト                                                               | ゲーム・プレイガール                                    | クソゲー通信                                                    | 今夜のアプリ                                         | ? | 他 |
| ------ | ----------- | ------------------------------------------------------------------------------------------------ | ---------------------------------------------------------------------------- | ------------------------------------------------------- | --------------------------------------------------------------- | ---------------------------------------------------- | --- | --- |
| 1      | 6月3日      | PS4「バイオハザード6」・前島亜美・ノーコンテニューでPRELUDEをクリア、失敗                        | 高田馬場ゲーセンミカド・店員川島さん                                         | ファミコン「魔界村」・初音                              | 人生(Haldyn Software)                                           | オルタナティブガールズ(サイバーエージェント)         | フリートーク                                                                                           | ラスボス:魔界村・ボスマジック |
| 2      | 6月10日     | PS4「真・三国無双7with猛将伝」・ボスマジック・暴風コースで敵を1000人なぎ倒せ、失敗               | 高田馬場ゲーセンミカド・川島さん、ボスマジック                               | スマホゲーム「クリスタル オブ リユニオン」・初音        | スクローリングスネークS(Osamu Araki)                            | シノビナイトメア(株式会社Fuji&gumi Games)            | 前島空手型披露                                                                                         | 凄腕ゲーマー:アーケード筐体「ぷよぷよ通」ボスマジック山口vs前島亜美                                                                        |
| 3      | 6月17日     | PC版「オーバーウォッチ」・DustelBox(DetonatioN Gaming)・ペイロードを目的地まで進めろ!、失敗      | 「DetonatioN Gaming」のシェアハウス・プロゲーマーチーム「DetonatioN Gaming」 | スーパーファミコン「ストリートファイターII」・神埼紗衣  | 東京デッドボール(株式会社ハップ )やわ無臭                       | サッカースピリッツ(Com2uS)                           | 最近のニュース 前島:所属するグループが6月12日で結成6周年を迎えた 柴田:何かコメントするとすぐ記事になる | ラスボス:トランスフォーマー コンボイの謎 ・ボスマジック(クリア収録に間に合わず)                                                            |
| 4      | 6月24日     | PC版「オーバーウォッチ」(今回の挑戦者は前島)・DustelBo・ペイロードを目的地まで進めろ!、成功      | 「DetonatioN Gaming」のシェアハウス・プロゲーマーチーム「DetonatioN Gaming」 | ファミコン「トランスフォーマー コンボイの謎」・神埼紗衣 | 田中(Hiroyoshi Nomura)やわくさ、sequential(Goodia Inc.)かたくさ | 東ヴァリアントナイツ(株式会社 Aiming)                | - | Dr.マエシマ＋・「指の不思議」「肘の不思議」                                                                                                |
| 5      | 7月1日      | PS4「ウイニングイレブン2016」・日本工学院専門学校丸野くん・対戦相手に勝利せよ!、失敗             | 日本工学院専門学校・ゲームプログラマー荒川巧也先生                           | ファミコン「ギャラガ」・池田ゆり                        | 毛塊(Goodia Inc.)ややかたくさ                                   | あっきのじかん(株式会社アンビション)                 | 学食:柴田が荒川先生が好きな学食を当てる。正解すれば食べられる、失敗                                    | THE潜入:「3D バーチャルリアリティ展」に潜入                                                                                                |
| 6      | 7月8日 2:35 | PS4「実況パワフルプロ野球2016」・サクセスモードで育てた選手を使って試合に勝て、失敗              | 日本工学院専門学校・声優演劇学科2年鈴木ふうがさん                            | ファミコン「ゼビウス」・池田ゆり                        | CLIMBING BALL(ooee)激臭                                         | 甲子園物語(魔法株式会社)                             | - | THE潜入:「3D バーチャルリアリティ展」に潜入                                                                                                |
| 7      | 7月15日     | PS4「ぷよぷよテトリス」・挑戦者前島「三番勝負で勝利せよ!(岡本D、作家米山、柴田と対戦)」、成功    | 蒲田の会議室                                                                 | ファミコン「ギャラクシアン」・郡司英里紗                | こっち見んなwww(グッディア株式会社)かた臭くない                 | ヤマトクロニクル創世(株式会社ジュピット)             | スーパープレイ:「スクローリング スネークS」                                                            | ラスボス:スーパーファミコン「ストリートファイターII」、ボスマジック                                                                        |
| 8      | 7月22日     | PS4「ストリートファイターV」・浅川梨奈「負けたらクビ!番組アシスタント決定戦 浅川vs前島」、負前島 | スーパーポテトレトロ館                                                       | ファミコン「スターソルジャー」・郡司英里紗              | お腹痛いのにフリスビー飛んで来た(新谷工業)かたくさ              | ゴッドオブハイスクール(エヌ・シー・ジャパン株式会社) | テーブルゲーム:サイモンエア(タカラトミー)                                                              | THE 潜入:ボスマジックがクソゲーNO.1を決める会に潜入 ラスボスマジック:トランスフォーマー コンボイの謎 ・ボスマジック(収録中に攻略も9面まで) |

## スタッフ
- ナレーター:小久保史織
- 構成:藤澤朋幸、岩淵史郎、米山貴裕
- CAM:武田敏和
- VE:吉川淳
- 編集:桜井克也、名古屋菜月
- MA:イトルベ・セバスチャン、大木久雄
- 音効:沢井隆志
- 撮影協力:高田馬場ゲーセン・ミカド
- 技術協力:turn up、LOOP、Re:ctLAB、SPOT、BRAISE、Rays studio
- ディレクター:阪口悠樹、石丸達也
- 演出:岡本健吾(ゼロワン)
- プロデューサー:石川智徹、小菅敬至
- 制作協力:ゼロワン
- 製作:30Frame